# Чемпионат СССР по лёгкой атлетике 1958
Чемпионат СССР по лёгкой атлетике 1958 года проходил с 19 по 21 июля в Таллине на стадионе имени Комсомола. Эстонская столица впервые принимала главный всесоюзный легкоатлетический старт. На протяжении трёх дней был разыгран 31 комплект медалей (20 у мужчин и 11 у женщин). Чемпионат носил личный характер, командное первенство не разыгрывалось.
По итогам чемпионата проводился отбор на первый матч СССР — США по лёгкой атлетике.
Главным событием соревнований стал мировой рекорд, который Семён Ржищин повторил в беге на 3000 метров с препятствиями. 25-летний бегун из Москвы остановил секундомер на отметке 8.35,6 — аналогичный результат показал в 1956 году действующий рекордсмен Шандор Рожньои из Венгрии. Для Ржищина это мировое достижение стало вторым в карьере; первое (8.39,8) было установлено двумя годами ранее, продержалось чуть больше месяца и было побито как раз Рожньои.
Владимир Лощилов защитил звание чемпиона в толкании ядра, проиграв всего 27 см действующему национальному рекорду Вартана Овсепяна (17,40 м против 17,67 м). Галина Быстрова второй год подряд была вне конкуренции на дистанции 80 метров с барьерами: в Таллине она пробежала за 10,9, а уже через полтора месяца на соревнованиях в Краснодаре улучшила мировой рекорд до 10,6.
Михаил Кривоносов в пятый раз подряд стал чемпионом страны в метании молота. Для Юрия Литуева победа в беге на 400 метров с барьерами оказалась восьмой за последние 9 лет. Метательница диска Нина Пономарёва выиграла седьмой чемпионат СССР из последних восьми.
Небольшим скандалом закончились соревнования в женском толкании ядра. В последней попытке золотую медаль вырвала Тамара Пресс, для которой эта победа стала первой на национальных чемпионатах. Ей удалось оставить позади титулованных Галину Зыбину и Тамару Тышкевич. По воспоминаниям Зыбиной, после окончания соревнований Пресс подошла к ней с Тышкевич и «сунула под нос фигу» с комментарием: «Вот вам, олимпийские чемпионки!» На пьедестал почёта в итоге поднялась только Пресс, её соперницы отказались это делать, пока победительница не принесёт извинения (та отказалась). В дальнейшем конфликт вылился в разбирательство в Спорткомитете СССР по поводу гендерной принадлежности сестёр Пресс, основанием для которого стало письмо, подписанное Зыбиной и несколькими легкоатлетами из сборной Советского Союза.
В течение 1958 года в различных городах были проведены чемпионаты СССР в отдельных дисциплинах лёгкой атлетики:
- 11 мая — чемпионат СССР по кроссу (весна) (Москва)
- 28 октября — 2 ноября — чемпионаты СССР по бегу на 10 000 метров, десятиборью и эстафетному бегу (Тбилиси)
- 6 ноября — чемпионат СССР по кроссу (осень) (Тбилиси)

## Призёры

### Мужчины
| Дисциплина             | Золото                                     | Золото    | Серебро                                  | Серебро   | Бронза                                            | Бронза    |
| ---------------------- | ------------------------------------------ | --------- | ---------------------------------------- | --------- | ------------------------------------------------- | --------- |
| 100 м                  | Леонид Бартенев Буревестник Киев           | 10,6      | Юрий Коновалов Нефтяник Баку             | 10,6      | Эдвин Озолин Буревестник Ленинград                | 10,7      |
| 200 м                  | Юрий Коновалов Нефтяник Баку               | 21,4      | Леонид Бартенев Буревестник Киев         | 21,6      | Вячеслав Ширинский Динамо Москва                  | 21,8      |
| 400 м                  | Михаил Никольский Советская Армия Москва   | 47,7      | Валентин Рахманов Советская Армия Москва | 47,9      | Абрам Кривошеев Спартак Черновцы                  | 48,3      |
| 800 м                  | Георгий Говоров Буревестник Москва         | 1.51,1    | Пеэтер Варрак Калев Тарту                | 1.51,3    | Николай Маричев Советская Армия Москва            | 1.52,2    |
| 1500 м                 | Йонас Пипине Жальгирис Вильнюс             | 3.49,6    | Виктор Валявко Авангард Киев             | 3.50,6    | Евгений Момотков Буревестник Тула                 | 3.50,6    |
| 5000 м                 | Пётр Болотников Спартак Москва             | 13.58,8   | Хуберт Пярнакиви Калев Тарту             | 13.59,8   | Николай Пудов Трудовые резервы Московская область | 14.01,4   |
| Марафон                | Сергей Попов Локомотив Московская область  | 2:20.09,0 | Иван Филин Труд Московская область       | 2:21.15,8 | Иван Семёнов Советская Армия Москва               | 2:22.39,6 |
| 3000 м с препятствиями | Семён Ржищин Советская Армия Москва        | 8.35,6    | Сергей Пономарёв Советская Армия Москва  | 8.40,6    | Владимир Евдокимов Динамо Ленинград               | 8.42,4    |
| 110 м с барьерами      | Анатолий Михайлов Труд Ленинград           | 14,4      | Юрий Петров Буревестник Москва           | 14,5      | Василий Кузнецов Буревестник Москва               | 14,7      |
| 400 м с барьерами      | Юрий Литуев Советская Армия Москва         | 51,4      | Анатолий Юлин Спартак Минск              | 52,4      | Виктор Редькин Динамо Москва                      | 52,8      |
| Прыжок в высоту        | Юрий Степанов Советская Армия Ленинград    | 2,03 м    | Владимир Омельчук Советская Армия Одесса | 2,03 м    | Игорь Кашкаров Буревестник Москва                 | 2,03 м    |
| Прыжок с шестом        | Виталий Чернобай Советская Армия Львов     | 4,50 м    | Владимир Булатов Спартак Минск           | 4,40 м    | Анатолий Петров Спартак Ленинград                 | 4,40 м    |
| Прыжок в длину         | Олег Федосеев Буревестник Москва           | 7,75 м    | Игорь Тер-Ованесян Буревестник Львов     | 7,66 м    | Владимир Попов Буревестник Москва                 | 7,61 м    |
| Тройной прыжок         | Олег Ряховский Буревестник Ташкент         | 15,86 м   | Витольд Креер Динамо Московская область  | 15,74 м   | Леонид Щербаков Динамо Москва                     | 15,70 м   |
| Толкание ядра          | Владимир Лощилов Буревестник Челябинск     | 17,40 м   | Виктор Липснис Спартак Ленинград         | 17,24 м   | Адольфас Варанаускас Жальгирис Каунас             | 16,67 м   |
| Метание диска          | Ким Буханцов Советская Армия Москва        | 54,39 м   | Владимир Трусенёв Труд Ленинград         | 54,07 м   | Альгимантас Балтушникас Жальгирис Каунас          | 53,61 м   |
| Метание молота         | Михаил Кривоносов Буревестник Минск        | 64,63 м   | Анатолий Самоцветов Буревестник Москва   | 64,52 м   | Юрий Никулин Советская Армия Москва               | 63,73 м   |
| Метание копья          | Владимир Кузнецов Спартак Ленинград        | 79,72 м   | Чарльз Валлман Динамо Таллин             | 79,30 м   | Виктор Цыбуленко Советская Армия Киев             | 77,30 м   |
| Ходьба на 20 км        | Леонид Спирин Труд Москва                  | 1:29.11,7 | Бруно Юнк Динамо Таллин                  | 1:29.59,2 | Антанас Микенас Спартак Вильнюс                   | 1:30.33,6 |
| Ходьба на 50 км        | Евгений Маскинсков Советская Армия Саранск | 4:18.33,2 | Михаил Коршунов Труд Иваново             | 4:19.12,9 | Евгений Фафурин Буревестник Ярославль             | 4:19.13,0 |

### Женщины
| Дисциплина       | Золото                                 | Золото     | Серебро                                      | Серебро   | Бронза                                      | Бронза     |
| ---------------- | -------------------------------------- | ---------- | -------------------------------------------- | --------- | ------------------------------------------- | ---------- |
| 100 м            | Вера Крепкина Локомотив Киев           | 11,7       | Валентина Масловская Советская Армия Кишинёв | 11,9      | Нонна Полякова Спартак Нальчик              | 12,0       |
| 200 м            | Мария Иткина Динамо Минск              | 24,1       | Вера Забелина Динамо Пермь                   | 24,5      | Линда Кепп Калев Тарту                      | 24,6       |
| 400 м            | Мария Иткина Динамо Минск              | 54,8       | Екатерина Парлюк Советская Армия Ленинград   | 56,0      | Нонна Пальцева Динамо Ставрополь            | 56,4       |
| 800 м            | Елизавета Ермолаева Динамо Минск       | 2.06,3     | Вера Муханова Спартак Московская область     | 2.06,6    | Дзидра Левицка Динамо Рига                  | 2.07,4     |
| 80 м с барьерами | Галина Быстрова Буревестник Горький    | 10,9       | Нелли Елисеева Буревестник Москва            | 11,1      | Алевтина Макарова Советская Армия Ленинград | 11,4       |
| Прыжок в высоту  | Таисия Ченчик Буревестник Челябинск    | 1,71 м     | Галина Доля Советская Армия Оренбург         | 1,65 м    | Маргарита Некунде Динамо Москва             | 1,60 м     |
| Прыжок в длину   | Аида Чуйко Буревестник Москва          | 6,06 м     | Нина Протченко Буревестник Краснодар         | 6,02 м    | Валентина Литуева Советская Армия Москва    | 6,00 м     |
| Толкание ядра    | Тамара Пресс Труд Ленинград            | 16,54 м    | Галина Зыбина Труд Ленинград                 | 16,12 м   | Тамара Тышкевич Труд Ленинград              | 15,75 м    |
| Метание диска    | Нина Пономарёва Советская Армия Москва | 53,10 м    | Антонина Золотухина Буревестник Ленинград    | 52,37 м   | Ирина Беглякова Буревестник Москва          | 51,98 м    |
| Метание копья    | Бируте Залогайтите Жальгирис Каунас    | 53,97 м    | Тамара Цветкова Спартак Ленинград            | 52,11 м   | Элеонора Богун Труд Ленинград               | 51,72 м    |
| Пятиборье        | Галина Быстрова Буревестник Горький    | 4735 очков | Лидия Шмакова Динамо Московская область      | 4493 очка | Нина Виноградова Буревестник Ленинград      | 4408 очков |

## Чемпионат СССР по кроссу (весна)
Весенний чемпионат СССР по кроссу 1958 года состоялся 11 мая в Москве.

### Мужчины
| Дисциплина | Золото                 | Золото  | Серебро                             | Серебро | Бронза              | Бронза  |
| ---------- | ---------------------- | ------- | ----------------------------------- | ------- | ------------------- | ------- |
| Кросс 5 км | Пётр Болотников Москва | 14.26,4 | Иван Чернявский Украинская ССР Киев | 14.29,0 | Семён Ржищин Москва | 14.30,8 |

### Женщины
| Дисциплина | Золото                | Золото | Серебро                  | Серебро | Бронза                                 | Бронза |
| ---------- | --------------------- | ------ | ------------------------ | ------- | -------------------------------------- | ------ |
| Кросс 1 км | Нина Откаленко Москва | 2.52,3 | Зоя Елхова РСФСР Иваново | 2.54,9  | Вера Муханова РСФСР Московская область | 2.56,7 |

## Чемпионаты СССР по бегу на 10 000 метров, десятиборью и эстафетному бегу
Чемпионы страны в беге на 10 000 метров, мужском десятиборье и эстафетах определились 28 октября — 2 ноября в Тбилиси на Республиканском стадионе «Динамо».

### Мужчины
| Дисциплина       | Золото                                                                                     | Золото           | Серебро                       | Серебро           | Бронза                                  | Бронза           |
| ---------------- | ------------------------------------------------------------------------------------------ | ---------------- | ----------------------------- | ----------------- | --------------------------------------- | ---------------- |
| 10 000 м         | Пётр Болотников Москва                                                                     | 29.06,8          | Алексей Десятчиков Москва     | 29.19,8           | Евгений Жуков Ленинград                 | 29.23,4          |
| Десятиборье*     | Василий Кузнецов Москва                                                                    | 8042 очка (7658) | Уно Палу Эстонская ССР Таллин | 7559 очков (7430) | Игорь Тер-Ованесян Украинская ССР Львов | 7184 очка (7108) |
| Эстафета 4×100 м | Украинская ССР · Игорь Тер-Ованесян · Вадим Архипчук · Михаил Бондаренко · Леонид Бартенев | 40,5             | Ленинград                     | 41,0              | Москва                                  | 41,1             |
| Эстафета 4×400 м | Ленинград Константин Грачёв Михаил Белеванцев Николай Чиронов Ардалион Игнатьев            | 3.11,6           | Москва                        | 3.13,4            | Украинская ССР                          | 3.13,5           |

* Для определения победителя в соревнованиях десятиборцев использовалась старая система начисления очков. Пересчёт с использованием современных таблиц перевода результатов в баллы приведён в скобках.

### Женщины
| Дисциплина       | Золото                                                                     | Золото | Серебро         | Серебро | Бронза         | Бронза |
| ---------------- | -------------------------------------------------------------------------- | ------ | --------------- | ------- | -------------- | ------ |
| Эстафета 4×100 м | РСФСР · Вера Забелина · Римма Улиткина · Нонна Полякова · Галина Резчикова | 45,9   | Украинская ССР  | 46,4    | Ленинград      | 47,2   |
| Эстафета 4×200 м | Москва Ирина Бочкарёва Людмила Масленникова Тамара Буянова Нина Откаленко  | 1.39,0 | Белорусская ССР | 1.39,7  | Украинская ССР | 1.40,4 |

## Чемпионат СССР по кроссу (осень)
Осенний чемпионат СССР по кроссу 1958 года состоялся 6 ноября в Тбилиси.

### Мужчины
| Дисциплина | Золото                      | Золото  | Серебро                   | Серебро | Бронза                               | Бронза  |
| ---------- | --------------------------- | ------- | ------------------------- | ------- | ------------------------------------ | ------- |
| Кросс 8 км | Александр Артынюк Ленинград | 26.14,6 | Алексей Десятчиков Москва | 26.29,4 | Хуберт Пярнакиви Эстонская ССР Тарту | 26.36,6 |

4) Геннадий Репин (УССР, Харьков) 26.43,0; 5) Пётр Болотников (Москва) 26.51,6; 6) Владимир Евдокимов (Ленинград) 26.51,8;

### Женщины
| Дисциплина | Золото                | Золото | Серебро                                | Серебро | Бронза          | Бронза |
| ---------- | --------------------- | ------ | -------------------------------------- | ------- | --------------- | ------ |
| Кросс 2 км | Нина Откаленко Москва | 7.03,2 | Вера Муханова РСФСР Московская область | 7.07,2  | В. Лынова РСФСР | 7.08,9 |

4) Ф. Каралюнайте (Литва) 7.10,0; 5) Л. Январева (УССР) 7.13,9; 6) Д. Козлова (УССР) 7.16,0;

### Юноши
| Дисциплина | Золото              | Золото | Серебро        | Серебро | Бронза             | Бронза |
| ---------- | ------------------- | ------ | -------------- | ------- | ------------------ | ------ |
| Кросс 1 км | Р. Митрофанов РСФСР | 2.38,2 | А. Русак РСФСР | 2.40,1  | Э. Мартынович УССР | 2.40,1 |

4) Л. Иоффе (Ленинград) 2.41,0; 5) В. Гришин (Москва) 2.41,8; 6) В. Кичигин (БССР) 2.42,0;

### Девушки
| Дисциплина  | Золото                   | Золото | Серебро          | Серебро | Бронза                     | Бронза |
| ----------- | ------------------------ | ------ | ---------------- | ------- | -------------------------- | ------ |
| Кросс 500 м | Л. Герика Латвийская ССР | 1.21,4 | Н. Авдеева РСФСР | 1.22,1  | И. Патамсите Литовская ССР | 1.22,2 |

4) А. Чалова (Кир.ССР) 1.22,8; 5) И. Кашафутдинова (УССР) 1.23,2; 6) С. Клименко (РСФСР) 1.23,2;